# Editto di Rivoli
L'editto di Rivoli fu un editto emesso in lingua francese da Emanuele Filiberto I di Savoia, duca di Savoia e principe di Piemonte, il 25 ottobre 1561, contenente norme di riorganizzazione del ducato in tema amministrativo, sociale ed economico.

## Antefatti
In seguito alla stipula della pace di Cateau-Cambrésis nel 1559, la Savoia e parte del Piemonte furono restituiti ai duchi di Savoia. Emanuele Filiberto, detto Testa di ferro, poté quindi riprendere possesso dei territori di famiglia invasi da Francesco I di Francia nel 1536 nel corso della guerra franco-spagnola.
Emanuele Filiberto rientrò nel 1560, solo dopo che riuscì a riottenere anche le principali città inizialmente trattenute dai francesi, fra le quali Torino.
I territori della Savoia e del Piemonte, dopo 15 anni di occupazione, si trovavano in una situazione di degrado assoluto; mancava quasi del tutto l'organizzazione statale, esisteva il rischio di esplosione di conflitti religiosi e la popolazione era stremata dalla carestia e dal generale stato di anarchia.
Emanuele Filiberto si adoperò per una generale opera di riorganizzazione e di riassetto economico dello stato. In questo si avvalse anche dell'esperienza della più anziana moglie Margherita di Valois e di vari consiglieri esperti conosciuti durante il suo servizio giovanile sotto Carlo V. Fu riportata la capitale a Torino, fu ripristinata l'attività del Senato di Savoia e del senato di Piemonte, fu riorganizzata la legislazione riunendo tutte le norme vigenti in un testo unico, fu varata una più equa riforma fiscale, fu rilanciata l'attività di canalizzazione ed altro ancora.

## Contenuti principali dell'editto

### Lingue ufficiali
L'uso del latino nella redazione degli atti ufficiali è sostituito dal francese nei territori ad ovest delle Alpi (Savoia) e nella Valle d'Aosta, e dall'italiano nei territori ad est (Piemonte) e a sud (Contea di Nizza) delle Alpi.

### Servitù della gleba
Viene abolita la servitù della gleba.